# Лоида
Лоида (др.-греч. Λόις; от греч. «согласная») — библейский персонаж; бабка Тимофея по материнской линии (2Тим. 1:5). Ee семья, за исключением матери Тимофея Евники, жила в Листре (Деян. 16:1).
Согласно библейской истории, Лоида была глубоко верующей иудейкой, и, вероятно, была обращена в христианство во время первого миссионерского путешествия Павла.